# Первомайський індустріально-педагогічний технікум
Первомайський індустріально-педагогічний фаховий коледж — вищий навчальний заклад I рівня акредитації, який розташовано у м. Рубіжне Луганської області. Належить до освітніх закладів інженерно-педагогічного спрямування (один з десяти технікумів цього напрямку в Україні).

## Історія

### 31-ше училище
14 жовтня 1977 року наказом Державного комітету Ради Міністрів УРСР з професійно-технічної освіти від № 192 було створено технічне училище № 31. Училище від початку базувалося у м. Золоте Первомайської міськради (конкретно — с. Карбоніт). Планувався переїзд училища до Первомайська, але в результаті первомайське і карбонітське училища стали окремими навчальними закладами. Обидва спеціалізувалися на навчанні кухарів. На початку 1990-х училище очолила Зоя Іванівна Себко, з роботою якої пов'язаний його розвиток протягом наступних двох десятиріч.

### Первомайський філіал Рубіжанського Індустріально-педагогічного коледжу
1995 рік — на базі училища створено технікум — філію Рубіжанського індустріально-педагогічного технікуму (наказ Міністерства освіти України від 18.08.1995 р. № 250). Саме у ПФ РІПТі було закладено основи теперішнього технікуму — як за галузями освіти (до кухарів-кондитерів додались товарознавці, програмісти і бухгалтери), структурно (двоступенева форма освіти), так і в плані розвитку матеріально-технічної бази технікуму. Крім розвитку власної бази, ПФ РІПТ налагодив контакти з віддаленими підприємствами (морські туристичні бази України для проходження практики кухарями-кондитерами, ПТУ, ВПТУ і ліцеї низки українських міст для проходження практики педагогічної тощо) і активізував участь у обласних та загальноукраїнських студентських конкурсах.

### Первомайський Індустріально-педагогічний коледж
Наказом Міністерства освіти і науки України від 16.01.2003 р. № 18 технікуму надано статус самостійного навчального закладу і перейменовано в Первомайський індустріально-педагогічний технікум, яким він і є до сьогодні. Відокремлення мало статусний характер, бо і залежність від рубіжанського центру від початку була символічною.
Станом на 2013 рік навчальним закладом було підготовлено понад 5 тис. кваліфікованих робітників і 745 майстрів виробничого навчання, 490 молодших спеціалістів з бухгалтерського обліку.

## Технікум сьогодні
Навчально-виховний процес у Первомайському індустріально-педагогічному технікумі забезпечують 47 викладачів та 22 майстри виробничого навчання. Серед викладачів 20 осіб мають вищу кваліфікаційну категорію, 5 осіб — педагогічне звання «викладач-методист», 5 осіб — педагогічне звання «старший викладач».
Загальний контингент студентів технікуму становить близько 500 осіб.
Навчальна майстерня для кухарів — кафе «Ольвія», яке розташовано на центральній площі міста Первомайськ біля міськвиконкому і кінотеатру «Заря». Кафе бенкетного типу неодноразово приймало не тільки приватні свята мешканців міста, але і учасників різноманітних обласних з'їздів.
Досягненням навчального закладу є створення навчального торговельно-виробничого об'єднання (НТВО), до складу якого входять такі навчальні майстерні, як студентське кафе «Ольвія», навчальний магазин «Лакомка», кондитерський та пекарський цехи, студентська їдальня.
Головним традиційним студентським святом технікуму є День Здоров'я, який проходить останньої суботи вересня кожного року і включає спортивну програму, традиційне приготування групами каші і самодіяльну концертну програму.
Здійснюється навчання за напрямками: — комп'ютерні технології; — бухгалтерський облік; — харчові технології; — товарознавство.
Випускники першого ступеня технікуму отримують робочі спеціальності: кухар, кондитер, бухгалтер, оператор комп'ютерного набору, продавець, товарознавець. Випускники другого ступеня отримують дипломи молодшого спеціаліста — технолога за аналогами відповідних фахів і майстра виробничого навчання.
Частину аудиторій технікуму (в будівлі гуртожитку) орендує для своїх занять Первомайський Інженерний факультет Донбаського Державного Технологічного Університету.
2014 року через окупацію міста Первомайськ озброєними формуваннями російських диверсантів та їх поплічників, технікум було перенесено до м. Рубіжне.
21 червня 2017 року у Первомайському індустріально-педагогічному технікумі відбулися Загальні збори трудового колективу, на яких розглядалося питання про приєднання навчального закладу до складу Східноукраїнського національного університету ім. В. Даля як відокремленого структурного підрозділу.
У роботі Загальних зборів взяли участь викладачі, співробітники і представники студентського самоврядування технікуму. Були також присутні Рязанцев Олександр Іванович, проректор з науково-педагогічної роботи та міжнародної діяльності, доктор технічних наук, професор Східноукраїнського національного університету ім. В. Даля; Жученко Євген Володимирович, голова Ради директорів вищих навчальних закладів І – ІІ рівня акредитації в Луганській області, директор Сєвєродонецького хіміко-механічного технікуму Східноукраїнського національного університету ім. В. Даля; Барбарук Віктор Миколайович, кандидат технічних наук, доцент Східноукраїнського національного університету ім. В. Даля.
В результаті проведення відкритого голосування Загальні збори одноголосно ухвалили рішення про приєднання Первомайського індустріально-педагогічного технікуму до складу Східноукраїнського національного університету ім. В. Даля як відокремленого структурного підрозділу. .